# Liste der Baudenkmale in Sassenburg
In der Liste der Baudenkmale in Sassenburg sind alle Baudenkmale der niedersächsischen Gemeinde Sassenburg aufgelistet. Die Quelle der Baudenkmale ist der Denkmalatlas Niedersachsen. Der Stand der Liste ist der 9. Januar 2023.

## Allgemein
In den Spalten befinden sich folgende Informationen:
- Lage: die Adresse des Baudenkmales und die geographischen Koordinaten. Kartenansicht, um Koordinaten zu setzen. In der Kartenansicht sind Baudenkmale ohne Koordinaten mit einem roten Marker dargestellt und können in der Karte gesetzt werden. Baudenkmale ohne Bild sind mit einem blauen Marker gekennzeichnet, Baudenkmale mit Bild mit einem grünen Marker.
- Bezeichnung: Bezeichnung des Baudenkmales
- Beschreibung: die Beschreibung des Baudenkmales. Unter § 3 Abs. 2 NDSchG werden Einzeldenkmale und unter § 3 Abs. 3 NDSchG Gruppen baulicher Anlagen und deren Bestandteile ausgewiesen.
- ID: die Objekt-ID des Baudenkmales
- Bild: ein Bild des Baudenkmales, ggf. zusätzlich mit einem Link zu weiteren Fotos des Baudenkmals im Medienarchiv Wikimedia Commons. Wenn man auf das Kamerasymbol klickt, können Fotos zu Baudenkmalen aus dieser Liste hochgeladen werden:

## Dannenbüttel

### Gruppe: Allerstraße 7
Die Gruppe hat die ID 33920771. Kleine zweiseitige Hofanlage mit Wohn-Wirtschaftsgebäude sowie dazugehöriger Scheune.

| Lage                         | Bezeichnung               | Beschreibung | ID       | Bild |
| ---------------------------- | ------------------------- | --- | -------- | ---- |
| 52° 29′ 18″ N, 10° 37′ 51″ O | Wohn-/ Wirtschaftsgebäude | Zweigeschossiges Gebäude unter Halbwalmdach in Ziegelpfannendeckung. Fachwerkgefüge in roter Ziegelausfachung, im östlichen Wohnteil in Stockwerksbauweise, im westlichen zur Nord- und Südseite vorkragenden Wirtschaftsteil in Geschossbauweise. Original erhaltener Fachwerkbau von 1860. | 33937708 | BW   |
| 52° 29′ 17″ N, 10° 37′ 49″ O | Scheune                   | Fachwerkscheune mit Quereinfahrt unter Satteldach in Krempziegeldeckung. Fachwerkgefüge mit roter Ziegelausfachung, original erhaltener Bau von um 1860. | 33937732 | BW   |

### Gruppe: Im Winkel
Die Gruppe hat die ID 33920737. Hofanlagen der zweiten Hälfte 19. und der ersten Hälfte 20. Jh. im Kern des ehemaligen Rundlings mit gut erhaltenen Fachwerk- und Massivbauten.

| Lage                                      | Bezeichnung               | Beschreibung | ID       | Bild |
| ----------------------------------------- | ------------------------- | --- | -------- | ---- |
| Im Winkel 8 52° 29′ 15″ N, 10° 37′ 58″ O  | Stall/Gesindehaus         | | 33938303 | BW   |
| Im Winkel 8 52° 29′ 15″ N, 10° 37′ 58″ O  | Remise                    | Seitlich der Hofeinfahrt gelegenes Gebäude in Fachwerk unter Satteldach in Falzziegeldeckung. Traufseitige Ladeluke zum DG mit drei Toreinfahrten sowie hohen Natursteinsockel. | 33937901 | BW   |
| Im Winkel 8 52° 29′ 14″ N, 10° 38′ 1″ O   | Wohn-/ Wirtschaftsgebäude | Eingeschossiger Ziegelbau mit Zierfachwerk im Drempelgeschoss. Zwerchhaus mit offener Loggia mit mittigen Eingang, datiert auf 1907. Westlich ältere Stallscheune mit Tenne in Firstverlängerung, datiert auf 1891. | 33937873 | BW   |
| Im Winkel 8 52° 29′ 15″ N, 10° 38′ 1″ O   | Scheune                   | Quererschlossener verputzter Massivbau mit Vordach unter Satteldach mit Hohlpfannendeckung. Stützenloser Raum mit Sprengwerkkonstruktion. Erbaut um 1955. | 33937930 | BW   |
| Im Winkel 10 52° 29′ 15″ N, 10° 38′ 2″ O  | Wohnhaus                  | Zweigeschossiger traufständiger Massivbau unter Satteldach in Schindeldeckung. Frontfassade in Zierfachwerk gestaltet, mit verputzter Ausfachung. | 33937958 | BW   |
| Im Winkel 10 52° 29′ 14″ N, 10° 38′ 2″ O  | Wohn-/ Wirtschaftsgebäude | Vierständer–Hallenhaus unter Halbwalmdach in Ziegelpfannendeckung. Symmetrisches Fachwerkgefüge mit roter Ziegelausfachung. Nördliche Dieleneinfahrt mit darüber liegender Ladeluke im Giebelfeld. | 50968022 | BW   |
| Im Winkel 12 52° 29′ 17″ N, 10° 37′ 58″ O | Wohnhaus                  | Zweigeschossiges Wohnhaus in Zierfachwerk auf hohen Sockel in Scheinquaderung unter Satteldach, straßenausgerichtetes Haupthaus der vierseitigen Hofanlage. Achsenmittiger Eingangsrisalit, im EG in Ziegelziersetzung. Vorkragende OGs über Sichtgebälk mit Inschriften. Fachwerkgefüge mit zahlreichen Andreaskreuzen, Ausfachung in Sichtziegelsetzung. Oberer Abschluss durch Zwerchhaus. | 33937984 | BW   |
| Im Winkel 12 52° 29′ 16″ N, 10° 38′ 0″ O  | Wirtschaftsgebäude        | Nördlicher Ziegelbau unter abgewinkeltem Satteldach. | 51067878 | BW   |
| Im Winkel 12 52° 29′ 17″ N, 10° 38′ 0″ O  | Wirtschaftsgebäude        | Östlicher Flügel, teils massiv und teils in Fachwerk unter Satteldach. | 51067952 | BW   |

### Gruppe: Rittergut Dannenbüttel
Die Gruppe hat die ID 33920754.

| Lage                                      | Bezeichnung | Beschreibung | ID       | Bild |
| ----------------------------------------- | ----------- | --- | -------- | ---- |
| Gutsstraße 8 52° 29′ 24″ N, 10° 37′ 56″ O | Herrenhaus  | Zweigeschossiger Fachwerkbau auf unregelmäßigen Grundriss unter Walm- und Satteldach in teils glasierter Ziegelpfannendeckung, mit charakteristischen Dachreiter mit Turmuhr mit bekrönendem Pyramidendach in Kupferdeckung mit Wetterfahne. Hauptflügel durch zahlreiche zumeist eingeschossige Anbauten erweitert. Haupteingang zur Nordseite mit nachträglichem Vordach, Eingang zur Südseite mit gründerzeitlicher Holztür hinter Freitreppe. Nord- und Westfassade in dekorativer Schieferdeckung. Südfassade mit Sichtfachwerk und verputzter Ausfachung. Zur östlichen Giebelseite eingeschossiger Söller mit darüber liegendem Balkon. Innen originale Ausstattungselemente wie Treppen, Türen mit Eisenscharnieren, barocker Kamin sowie originaler Natursteinboden. | 33937781 | BW   |
| Gutsstraße 8 52° 29′ 25″ N, 10° 37′ 55″ O | Scheune     | Scheunenflügel von um 1890 auf Sandsteinsockel unter Satteldach in Ziegelpfannendeckung. Fassadengliederung durch Lisenen sowie Konsolfriese, Schnitzereien am Ortgang. | 33937807 | BW   |
| Gutsstraße 8 52° 29′ 22″ N, 10° 37′ 58″ O | Park        | Garten- bzw. Parkbereich des Anwesens mit alten Baumbestand sowie Allee im nordöstlichen Grundstücksbereich. | 33937831 | BW   |

### Einzelbaudenkmale
| Lage                                     | Bezeichnung | Beschreibung | ID       | Bild |
| ---------------------------------------- | ----------- | --- | -------- | ---- |
| Maschstraße 52° 29′ 28″ N, 10° 37′ 52″ O | Kühlhaus    | Erdgeschossiger Ziegelbau unter Satteldach mit braun engobierter Hohlziegeldeckung. Ziegelfassade mit sprossengeteilten Rechteckfenstern sowie Ladeluke im Giebelfeld. Im Inneren zwei Längsreihen aufgestellter Gefriertruhen sowie separat abgetrennter Kühlraum. Technik, Einbauten und Mobiliar sind vollständig original erhalten. | 38054184 | BW   |

## Neudorf-Platendorf

### Gruppe: Schule Neudorf-Platendorf
Die Gruppe hat die ID 39945636. Gebäudegruppe aus dem 1879 errichtetem Fachwerk-Schulgebäude und der südöstlichen Platzanlage mit Gefallenendenkmal zur Andacht der zwei Weltkriege.

| Lage                                     | Bezeichnung | Beschreibung | ID       | Bild |
| ---------------------------------------- | ----------- | --- | -------- | ---- |
| Dorfstraße 83 52° 32′ 6″ N, 10° 36′ 4″ O | Schule      | Zweigeschossiger, queraufgeschlossener Fachwerkbau auf niedrigem Sandsteinsockel unter Viertelwalmdach in engobierter Pfannendeckung. Achsensymmetrischer Fachwerkabbund mit verputzter Ausfachung, Zierfachwerk in Form von Andreaskreuzen, drei hofseitige Eingänge mit kassettierten Türen und profilierter Einfassung. Nördliche Giebelseite holzverschalt. Im Inneren Reste bauzeitlicher Ausstattung. | 33938078 |      |
| Dorfstraße 52° 32′ 5″ N, 10° 36′ 5″ O    | Ehrenmal    | Gestalteter Obelisk sowie flankierende Steinstelen mit Namenslisten, auf Mauersockel mit Treppe zum Grabenverlauf arrangiert. Denkmal zur Andacht der Opfer beider Weltkriege. | 39945720 |      |

### Einzelbaudenkmale
| Lage                                          | Bezeichnung               | Beschreibung | ID       | Bild |
| --------------------------------------------- | ------------------------- | --- | -------- | ---- |
| Bahnhofstraße 11 52° 32′ 52″ N, 10° 36′ 35″ O | Wohnhaus                  | Zweigeschossiges, villenartiges Wohnhaus auf hohen Bruchsteinsockel in Zyklopenmauerwerk unter abgewinkelten Viertelwalmdach in Ziegelpfannendeckung. Fassadengliederungen in roter Ziegelziersetzung Lisenen, Konsolfriesen, Bänderung und Fenstereinfassungen, Rest der Fassade ist verputzt. Giebelfelder in Zierfachwerk, nordwestlich Altanvorbau in Fachwerk mit Ziegelausfachung. | 33938008 | BW   |
| Bahnhofstraße 18 52° 32′ 56″ N, 10° 36′ 29″ O | Bahnhof                   | Kleines, eingeschossiges Bahnhofs-Empfangsgebäude in Fachwerk unter Satteldächern mit mittigen Querflügel. Vertikaler Fassaden-Holzbeschlag im Zierschnitt sowie Freigespärre. Späterer nordöstlicher Anbau. | 33938032 | BW   |
| Dorfstraße 71 52° 32′ 5″ N, 10° 36′ 0″ O      | Wohn-/ Wirtschaftsgebäude | | 33938055 | BW   |

## Stüde

### Gruppe: Am Dorfplatz
Die Gruppe hat die ID 33920787.

| Lage                                         | Bezeichnung | Beschreibung | ID       | Bild |
| -------------------------------------------- | ----------- | --- | -------- | ---- |
| Am Dorfplatz 11 52° 33′ 18″ N, 10° 40′ 42″ O | Scheune     | Vierständer0Fachwerkbau mit seitlicher Längsdurchfahrt unter Halbwalmdach in Ziegelpfannendeckung. An nördlichen Traufwand Getreideböden im Erd- und OG sowie kleine Steinmühle mit elektrischen Motor. Neben östlicher Einfahrt unterkellerter kleiner Raum für Kartoffellagerung.                                                                                              | 33938226 | BW   |
| Am Dorfplatz 11 52° 33′ 17″ N, 10° 40′ 42″ O | Wohnhaus    | Zweigeschossiger Fachwerkbau auf Sandsteinsockel unter Satteldach. Zierfachwerk mit Andreaskreuzen und Ziegelausfachung, mittiger Eingangsrisalit mit Verzierungen im Windfang sowie Freigespärre im Zwerchhaus. Vierzoniger Grundriss, Fliesenfußboden im Flur, Treppe und alte Innentüren mit Bekleidungen erhalten. In Küche Terrazzofußboden sowie Küchenherd Anfang 20. Jh. | 33938197 | BW   |

## Triangel
| Lage                                             | Bezeichnung | Beschreibung | ID       | Bild |
| ------------------------------------------------ | ----------- | --- | -------- | ---- |
| Gifhorner Straße 39 52° 30′ 35″ N, 10° 34′ 50″ O | Landhaus    | Zweigeschossiger, zweiflügeliger Ziegelbau auf hohen Bruchsteinsockel unter abgewinkelten und teils abgewalmten Satteldach in engobierter Ziegelpfannendeckung. Eingang im queraufgeschlossenen Hauptflügel über überdachten Eingangsrisalit, OG in Zierfachwerk, alternierende Fenstergestaltung. Nördlicher eingeschossiger Flügel mit Rechteckfenstern sowie breiten Schleppgaube im ausgebauten DG. Originale Innenausstattung in Teilen erhalten. Gepflasterter Vorplatz mit mittiger Grünfläche sowie Toranlage. | 33938254 |      |